# Чероно, Приска
Приска Джеплетинг Чероно (англ. Priscah Jepleting Cherono, в девичестве Нгетич, род. 27 июня 1980 года в Камияве, Кения) — кенийская легкоатлетка, которая специализируется в беге на длинные дистанции. Бронзовая призерка Чемпионата мира 2007 года в Осаке в беге на 5000 метров. Также спортсменка активно участвует в соревнованиях по бегу на пересеченной местности.

## Карьера
Бегом Приска Чероно начала заниматься ещё в начальной школе, а в 1995 году на Чемпионате мира среди юниоров спортсменка дебютировала на международной арене.
В 2004 году на Чемпионате Африки в Браззавиле кенийка завоевала серебряную медаль на дистанции 5000 метров. Год спустя на Чемпионате мира по легкой атлетике в Хельсинки она закончила соревнования на седьмой позиции.
В 2006 году Приска Чероно на Чемпионате мира по бегу по пересечённой местности (проводимого под эгидой IAAF) завоевала бронзовую медаль, а на своей коронной дистанции — 5000 метров установила персональный рекорд — преодолела дистанцию в Осло за 14:35.30 секунд. В декабре 2006 года спортсменка вышла замуж за Чальза Чероно и сменила фамилию.
Самый крупный успех пришёл к кенийке на Чемпионате мира 2007 года в Осаке, где она выиграла она выиграла бронзовую медаль на дистанции 5000 метров с результатом 14:59,21 сек, уступив только Месерет Дефар из Эфиопии и соотечественнице Вивиан Черуйот.
На Олимпиаде в Пекине в 2008 году она показала одиннадцатый результат. После главного старта четырёхлетия спортсменка ушла в декретный отпуск, однако после рождения ребёнка кенийка особых успехов добиться не смогла — лучшее место — четвёртое, на Чемпионате мира 2011 года в Тэгу на дистанции 10 000 метров.